# ワンポイント手話
『ワンポイント手話』（ワンポイントしゅわ）は、NHK教育テレビで1998年4月22日から2022年4月1日まで放送されていた5分間の手話番組。中途失聴者や難聴者が学びやすく解説していた。
2024年4月15日から再開している。

## 放送時間
| 放送期間            | 放送時間（日本時間） | 放送時間（日本時間）                  |
| 放送期間            | 本放送               | 再放送                                |
| ------------------- | -------------------- | ------------------------------------- |
| 2007年度            | 土曜 20:25 - 20:30   | （なし）                              |
| 2008年度 - 2010年度 | 日曜 19:25 - 19:30   | （なし）                              |
| 2011年度            | 日曜 19:25 - 19:30   | 金曜 11:55 - 12:00                    |
| 2012年度 - 2013年度 | 日曜 19:25 - 19:30   | 水曜 15:25 - 15:30                    |
| 2014年度            | 日曜 19:25 - 19:30   | 火曜 10:50 - 10:55 水曜 15:25 - 15:30 |
| 2015年度 - 2016年度 | 火曜 22:45 - 22:50   | 火曜 10:50 - 10:55 水曜 15:25 - 15:30 |
| 2017年度            | 木曜 22:45 - 22:50   | 火曜 10:50 - 10:55 水曜 15:25 - 15:30 |
| 2018年度 - 2019年度 | 水曜 15:25 - 15:30   | 金曜 13:30 - 13:35                    |
| 2020年度 - 2021年度 | 金曜 13:30 - 13:35   | 水曜 15:25 - 15:30 月曜 05:55 - 06:00 |

- 2022年度以降は「5分でみんなの手話」がこれに相当。

## 出演者

### 2021年度
- 河合優子[1]
- 所智子[1]
- 石川寛和[1]

### 過去の出演者
- 松森果林
- 小林順子
- 寺田翔